# Phú Lợi, Thanh Bình
Phú Lợi là một xã thuộc huyện Thanh Bình, tỉnh Đồng Tháp, Việt Nam.

## Địa lý
Xã Phú Lợi nằm ở phía bắc huyện Thanh Bình, có vị trí địa lý:
- Phía đông giáp xã Tân Mỹ
- Phía tây giáp xã An Phong
- Phía nam giáp xã Tân Thạnh và xã Tân Phú
- Phía bắc giáp huyện Tam Nông.

Xã có diện tích  km², dân số năm 1999 là  người, mật độ dân số đạt  người/km².

## Lịch sử
- Quyết định 11-HĐBT[3] ngày 19 tháng 02 năm 1983 của Hội đồng Bộ trưởng, chia xã Tân Thạnh thành hai xã lấy tên là xã Tân Thạnh và xã Phú Lợi.
- Quyết định 13-HĐBT[4] ngày 23 tháng 02 năm 1983 của Hội đồng Bộ trưởng, xã Phú Lợi thuộc huyện Thanh Bình.